# Object Collectors Item
Object Collectors Item er et dansk tøjmærke, der produceres af den jyske tøjkoncern Bestseller.
Mærket Object Collectors Item blev intoduceret af Bestseller i 2003.